# Descartes-Preis
Der Descartes-Preis war ein vom Jahr 2000 bis zum Jahr 2007 verliehener europäischer Wissenschaftspreis.
Mit dem nach René Descartes benannten Preis zeichnete die Europäische Kommission jährlich das erfolgreichste transnationale Forschungsprojekt Europas aus. Der Preis war mit 1 Million Euro dotiert. Das Preisgeld wurde – nicht unbedingt zu gleichen Teilen – auf die Preisträger aufgeteilt.

## Preisträger

### 2000
- Ian Smith, Birmingham University, und Bertrand Rowe, Université de Rennes, mit ihrem Team (A. Canossa, I. Simms, D. Chastaing) für Chemie nahe dem absoluten Nullpunkt
- Alan Lehman, University of Sussex, und sein Team (M. Stefanini, J. H. Hoeijmakers, J.-M. Egly) für Arbeiten zum XPD-Gen
- Dago de Leeuw, Philips, und sein Team (B. Huisman, P. Herwig, R. Janssen, B. Langveld-Voss, A. Spiering, P. Bäuerle, E. Mena-Osteritz, G. Götz, P. Brown, H. Sirringhaus, M. M. Nielsen, K. Bechgaard) für die Entwicklung von Kunststofftransistoren

### 2001
- Jan Balzarini und Eric de Clercq, Rega Institute for Medical Research Leuven, und Mitarbeiter für die Entwicklung neuer Mittel gegen HIV
- Michael North, King’s College in London und sein Team (Belokon, Rozenberg, Saghiyan, Kagan, Brown, Börner) für die Entwicklung neuer asymmetrischer Katalysatoren in der Chemie

### 2002
- Lars Fugger, University of Oxford und sein Team (u. a. Rikard Holmdahl, Yvonne Jones) für die Studien zur Multiplen Sklerose
- Edward van den Heuvel, Universität Amsterdam und seine Gruppe (u. a. Luigi Piro, Jens Hjorth) für Arbeiten zu Gammablitzen

### 2003
- Richard Henry Friend, University of Cambridge und sein Team für organische Leuchtdioden
- Véronique Dehant, Observatoire Royal de Belgique und ihr Team (u. a. Harald Schuh und Jaroslaw Jazkiw) für eine erweiterte Theorie der Erdrotation und der Nutation

### 2004
- MBAD-Projekt unter Leitung von Howard Trevor Jacobs (mit Nils-Göran Larsson, Ian J. Holt, Massimo Zeviani, Pierre Rustin) für Arbeiten zur Alterung der Mitochondrien
- IST-QuComm-Projekt unter Leitung von Anders Karlsson (mit Harald Weinfurter, Anton Zeilinger, Artur Ekert, Nicolas Gisin, Richard Hughes, Thierry Debuisschert, John G. Rarity) für Quantenkommunikation

### 2005

#### Forschungspreis
- EXCEL (DALHM)-Team für eine neue Klasse künstlicher Metamaterialien, so genannte linkshändige Materialien (LHM) oder Materialien mit negativem Brechungsindex[1]
- CECA-Team für Erkenntnisse über die Klima- und Umweltveränderung in der Arktis[1]
- PULSE-Team für den Einfluss der europäischen Pulsarwissenschaft auf die moderne Physik[1]
- ESS-Projekt (Europäische Sozialstudie) für Neuerungen bei länderübergreifenden Erhebungen[1]
- EURO-PID-Projekt für Forschungsarbeiten zu einer Gruppe von mehr als 130 seltenen, genetisch bedingten Krankheiten, den so genannten primären Immundefekten[1][2]

#### Preis für Wissenschaftsvermittlung
- Carl Johan Sundberg aus Sweden, für seinen lebenslangen Enthusiasmus, auf eine klare, verständliche Weise zu erklären[1]
- Anja C. Andersen, junge Astrophysikerin vom Dark Cosmology Center der Universität Copenhagen, für ihre außergewöhnliche Begabung, die Komplexitäten der Wissenschaft einem breiten Publikum zu präsentieren[1]
- Jos Van Hemelrijck von VRT Television in Belgien, für die Produktion von “Overleven”, eine innovative Wissenschafts-TV-Serie, die die Arbeit und Persönlichkeit von Wissenschaftlern verfolgt, während sie zentrale wissenschaftliche Rätsel lösen[1]
- der Autor Bill Bryson, für sein hochgradig inspirierendes, innovatives und unterhaltendes Buch A Short History of Nearly Everything[1]
- Michael Seifert von der Universität Tübingen, für die Kinder-Uni, ein Programm (Vorlesungsreihe) an dieser Universität[1][3]

### 2006
- Werner Hofmann vom Heidelberger Max-Planck-Institut für Kernphysik für seine Arbeit als Projektleiter am Hochenergie-Stereoskopiesystem H.E.S.S.[4]
- Hydrosol-Projekt unter Leitung von Athanasios Konstandopoulos für ein Verfahren zur Herstellung von Wasserstoff durch Wasserspaltung mittels Sonnenenergie[4][5]
- APOPTOSIS-Projekt unter Leitung von Guido Kroemer für Erkenntnisse über die Apoptose[4][6]

### 2007
- Projekt VIRLIS für den Kampf gegen Listeriose-Infektionen, Projektpartner: Pascale Cossart, Institut Pasteur, Frankreich (Koordinator); Jürgen Wehland, Helmholtz-Zentrum für Infektionsforschung GmbH, Deutschland; Trinad Chakraborty, Justus-Liebig-Universität Gießen, Deutschland; Werner Goebel, Jürgen Kreft und Michael Kuhn, Julius-Maximilians-Universität Würzburg, Deutschland; Fernando Baquero, Hospital Ramón y Cajal, Spanien; José Antonio Vazquez-Boland, Universidad de León, Spanien; Francisco García del Portillo, Consejo Superior de Investigaciones Científicas, Spanien
- Projekt SYNNANOMOTORS für die Entwicklung synthetischer Nano-Motoren, Projektpartner: David A. Leigh, University of Edinburgh, Großbritannien (Koordinator); François Kajzar, Commissariat à l'Energie Atomique, Frankreich; Fabio Biscarini, Consiglio Nazionale delle Ricerche, Italien; Francesco Zerbetto, Università di Bologna, Italien; Wybren Jan Buma, Universiteit van Amsterdam, Niederlande; Petra Rudolf, Rijksuniversiteit Groningen, Niederlande
- Projekt EPICA für die Rekonstruktion der Klimageschichte auf Basis von bei Tiefenbohrungen in der Antarktis erhaltenen Eiskernen, Projektpartner: Hubertus Fischer, Alfred-Wegener-Institut für Polar- und Meeresforschung, Deutschland (Koordinator); Jean-Louis Tison, Université Libre de Bruxelles, Belgien; Thomas Stocker, Universität Bern, Schweiz; Dorthe Dahl-Jensen, University of Copenhagen, Dänemark; Valérie Masson-Delmotte, CNRS/CEA, Frankreich; Gérard Jugie, Institut Polaire Paul Emile Victor, Frankreich; Massimo Frezzotti, Ente per le Nuove Tecnologie, l'Energia e l'Ambiente, Italien; Valter Maggi, Università degli Studi di Milano Bicocca, Italien; Michiel van den Broeke, Universiteit Utrecht, Niederlande; Elisabeth Isaksson, Norwegian Polar Institute, Norwegen; Margareta Hansson, Stockholm University, Schweden; Eric Wolff, Natural Environment Research Council, Großbritannien

## Belege
1. 1 2 3 4 5 6 7 8 9 10  
Descartes Prizes for Research & Science Communication – 2005 Winners announced. European Commission, 2. Dezember 2005 (englisch); abgerufen am 7. Mai 2018., 2005 EU Descartes Prize for Research – Laureates. (PDF; 156 kB) – 2005 EU Descartes Prize for Science Communication – Laureates. (PDF; 106 kB) – The finalists from each Prize. (PDF; 104 kB).
2. ↑  Descartes Research Prize. University College London, 11. Januar 2006; abgerufen am 7. Mai 2018.
3. ↑  2005 - Descartes-Preis. In: Die Kinder-Uni. Ulla Steuernagel, Ulrich Janßen; abgerufen am 7. Mai 2018.
4. 1 2 3  
News Alert. Three research projects financed by the European Commission were today awarded a share of the €1m Descartes prize for Research … European Commission, 7. März 2007; abgerufen am 7. Mai 2018.
5. ↑  Descartes prize. Stobbe Tech A/S; abgerufen am 7. Mai 2018.
6. ↑  Descartes Prize for Josef Penninger’s Research. IMBA – Institut für Molekulare Biotechnologie GmbH, 7. März 2007; abgerufen am 7. Mai 2018.